# Teluk Yos Sudarso
Teluk Yos Sudarso är en vik i Indonesien.   Den ligger i provinsen Papua, i den östra delen av landet, 3 800 km öster om huvudstaden Jakarta. Fram till 1968 var den även känd som Humboldt Bay.